# Norma Rae
Norma Rae (titlul original: în engleză Norma Rae) este un film dramatic american, realizat în 1979 de regizorul Martin Ritt, romanul Crystal Lee: A Woman of Inheritance al scriitorului Henry Leiferman, protagoniști fiind actorii Sally Field, Beau Bridges, Ron Leibman și Pat Hingle. 

## Rezumat
Muncitoarea dintr-o fabrică de filatură și mamă singură, Norma Rae duce o viață sumbră într-un oraș mic. Îl întâlnește pe sindicalistul Reuben și își dă seama că ea și ceilalți muncitori trebuie să lupte împotriva condițiilor proaste de muncă și a salariilor mici iar Reuben îi dezvăluie alte orizonturi de viață și dragoste, transformându-se astfel într-o femeie politică și conștientă.

## Distribuție
- Sally Field – Norma Rae Webster
- Beau Bridges – Sonny Webster
- Ron Leibman – Reuben Warshowsky
- Pat Hingle – Vernon
- Barbara Baxley – Leona
- Gail Strickland – Bonnie Mae
- Morgan Paull – Wayne Billings
- Robert Broyles – Sam Bolen
- Jack Calvin – Ellis Harper
- Booth Colman – dr. Watson
- Lee de Broux – Lujan
- James Luisi – George Benson
- Vernon Weddle – rev. Hubbard
- Bob Minor – Lucius White
- Gregory Walcott – Sheriff Lamar Miller
- Noble Willingham – Leroy Mason
- Lonny Chapman – Gardner
- Bert Freed – Sam Dakin
- Frank McRae – James Brown
- Grace Zabriskie – Linette Odum
- J. Don Ferguson – Peter Gallat
- George R. Robertson – Farmer

## Melodii din film
Coloana sonoră este compusă din următoarele melodii:
- It Goes Like It Goes, muzica de David Shire, text de Norman Gimbel, interpretat de Jennifer Warnes
- It's All Wrong, But It's All Right (nemenționat), compusă și interpretată de Dolly Parton
- Cindy, I Love You (nemenționat), compusă și interpretată de Johnny Cash

## Premii și nominalizări
- 1980 – Premiul Oscar
  - Cea mai bună actriță pentru Sally Field
  - Cea mai bună melodie originală (It Goes Like It Goes) lui David Shire și Norman Gimbel
  - Nominalizare Cel mai bun film pentru Tamara Asseyev și Alexandra Rose
  - Nominalizare Cel mai bun scenariu original lui Irving Ravetch și Harriet Frank Jr.
- 1980 – Globul de Aur
  - Cea mai bună actriță - Dramă pentru Sally Field
  - Nominalizare Cel mai bun film - Dramă
  - Nominalizare Cel mai bun scenariu lui Irving Ravetch și Harriet Frank Jr.
- 1979 – Festivalul de la Cannes
  - Premiul de interpretare feminină pentru Sally Field
  - Grand Prix tehnic lui Martin Ritt
  - Nominalizare Palme d'Or lui Martin Ritt
- 1979 – National Board of Review Award
  - Best Actress pentru Sally Field
- 1980 – Kansas City Film Critics Circle Award
  - Cea mai bună actriță pentru Sally Field
- 1979 – Los Angeles Film Critics Association Award
  - Cea mai bună actriță pentru Sally Field
- 1979 – New York Film Critics Circle Award
  - Cea mai bună actriță pentru Sally Field

## Aprecieri
„ De o discreție clasică, filmul redă cu emoție, o stare socială și un personaj și puternic și vulnerabil. ”—T. Caranfil , Dicționar universal de filme 